# Dogs (manga)
Pour les articles homonymes, voir Dogs.
Dogs (狗-DOGS-, Ku -Dogs-) est un manga de Shirow Miwa. Les chapitres ont été publiés entre 2000 et 2001 dans le magazine Ultra Jump de l'éditeur Shueisha et l'unique volume intitulé Dogs: Stray Dogs Howling in the Dark est sorti le 10 décembre 2011. Une série faisant suite intitulé Dogs: Bullets & Carnage a débuté en 2005 dans le même magazine et neuf volumes sont sortis en décembre 2013. La version française est éditée depuis juillet 2008 par Panini Comics.
Une adaptation en anime sous forme de quatre OAV produit par le studio David Production est sortie en 2009.

## Synopsis
Dans un monde post-apocalyptique où l’homme et sa science ont dévasté la planète, quatre personnages hors du commun se croisent dans des circonstances étranges: Mihai, le barman autrefois tueur à gages; Heine, le psychopathe; Naoto, la jeune fille rongée par son désir de vengeance et Badow, le reporter free-lance accro à la nicotine. Tous fuient leur passé ou tentent au contraire de le rattraper…

## Personnages
Heine Rammsteiner (ハイネ・ラムシュタイナー, Haine Ramushutainā)
Badow Nails (バドー・ネイルズ, Badō Neiruzu)
Naoto Fuyumine (冬峰・直刀, Fuyumine Naoto)
Mihaï Mikhailov (ミハイ・ミハエロフ, Mihai Mihaerofu)

## Manga
| no | Japonais         | Japonais      | Français        | Français      |
| no | Date de sortie   | ISBN          | Date de sortie  | ISBN          |
| -- | ---------------- | ------------- | --------------- | ------------- |
| 1  | 10 décembre 2001 | 4-08-876252-5 | 10 juillet 2008 | 9782809404630 |

| no   | Japonais         | Japonais          | Français        | Français      |
| no   | Date de sortie   | ISBN              | Date de sortie  | ISBN          |
| ---- | ---------------- | ----------------- | --------------- | ------------- |
| 1    | 19 octobre 2006  | 4-08-877076-5     | 9 octobre 2008  | 9782809403572 |
| 2    | 17 août 2007     | 978-4-08-877318-6 | 28 janvier 2009 | 9782809404418 |
| 3    | 19 juin 2008     | 978-4-08-877471-8 | 15 avril 2009   | 9782809407112 |
| 4    | 19 mai 2009      | 978-4-08-877656-9 | 13 janvier 2010 | 9782809411232 |
| 5    | 19 mars 2010     | 978-4-08-877834-1 | 9 mars 2011     | 9782809418606 |
| 6    | 18 février 2011  | 978-4-08-879111-1 | 11 avril 2012   | 9782809423686 |
| 7    | 19 janvier 2012  | 978-4-08-879263-7 | 13 mars 2013    | 9782809430059 |
| 8    | 19 décembre 2012 | 978-4-08-879464-8 |                 |               |
| Zero | 19 juillet 2013  | 978-4-08-879618-5 |                 |               |
| 9    | 19 décembre 2013 | 978-4-08-879686-4 |                 |               |

## Anime
L'adaptation en anime sous forme d'OAV a été annoncée dans le magazine Ultra Jump sorti en novembre 2008. Le premier DVD est sorti le 19 mai 2009 avec l'édition limitée du tome 4 du manga. Le second DVD est sorti le 17 juillet 2009 lors de la réédition du one shot.

### Doublage
- Takahiro Sakurai : Heine Rammsteiner
- Akira Ishida : Badow Nails
- Shizuka Itō : Naoto Fuyumine
- Akio Otsuka : Mihai Mikhailov